# Cassie (musikalbum)
Cassie är den amerikanska sångerskan Cassies debutalbum, släppt den 8 augusti 2006 på skivbolagen Bad Boy Records, NextSelection. Skivan debuterade på fjärde plats på Billboard 200 och sålde under sin första vecka i 100 374 exemplar.
Två singlar släpptes från skivan, "Me & U" och "Long Way 2 Go".

## Produktion
Ryan Leslie producerade det mesta på albumet, vilket är en mix av pop och R&B. Cassie sa i en intervju: "Jag rappar, sjunger, gör min R&B, jag gör lugna sånger och sånt som tjejerna kommer att älska. Jag har en sydstatsbit och till och med en lite rockigare bit som jag gjorde med tjejerna i ett band kallat 'Pretty Boys'." Vissa låtar gavs också ett OPM-sound för att hylla hennes filippinska rötter.

## Listpresterande
Cassie debuterade som nummer 4 på Billboard 200 och sålde under första veckan efter release cirka 100 374 kopior. Skivan låg över topp 20 i två veckor, topp 40 i tre, och på listan i tolv veckor. I april 2008 hade skivan sålt 321 000 kopior. Första singeln "Me & U" nådde som högst nummer 3 på Billboard Hot 100 och nådde över topp 20 i sex andra länder. Den andra singeln "Long Way 2 Go," presterade inte lika bra som den första i USA, då den endast nådde 97:e placering på Hot 100. Dess musikvideo hade avsevärt bättre placeringar, med en tredjeplats på MTV:s TRL. I England gick "Long Way 2 Go" bättre- en 12:e placering på UK Singles Chart.

## Låtlista
1. "Me & U"  – 3:12
2. "Long Way 2 Go" – 3:40
3. "About Time" – 3:33
4. "Kiss Me" (Featuring Ryan Leslie) –  4:07
5. "Call U Out" (Featuring Yung Joc) – 3:32
6. "Just One Night" (Featuring Ryan Leslie) –  4:06
7. "Hope You're Behaving" (Interlude) – 0:36
8. "Not With You" – 3:17
9. "Ditto" – 3:34
10. "What Do U Want" – 3:13
11. "Miss Your Touch" – 2:33